# Шишко, Сергей Фёдорович
Серге́й Фёдорович Шишко́ (укр. Сергій Федорович Шишко; 1911—1997) — советский, украинский художник-живописец. Народный художник СССР (1974).

## Биография
Родился 12 (25) июня 1911 года в селе Носовка (ныне в Нежинском районе, Черниговская область, Украина), в семье ветеринарного врача.
В 1919 году вместе с родителями переехал в Нежин
.
Первые уроки профессионального мастерства получил у учителя рисования П. Лапы.
В 1929—1933 годах учился в Киевском художественном институте (ныне Национальная академия изобразительного искусства и архитектуры) у Ф. Кричевского, в 1936—1943 — в Ленинградском институте живописи, скульптуры и архитектуры, мастерская Б. В. Иогансона, известного художника и педагога. Дипломная работа «Уход в партизаны». Присвоено звание художника живописи
После окончания института, художник некоторое время жил и работал в Загорске под Москвой.
В 1944 году переехал в Киев. Около 40 лет создавал серию «Киевская сюита», в которую вошло свыше 100 картин и этюдов. Пишет картины — «На киевских кручах» (1944), «Бабий яр» (1945), «Киевская даль» (1964), «Цветущие каштаны» (1957), «Крещатик» (1976) и др.
С 1944 года — член Союза художников УССР.
Член КПСС с 1952 года.
Умер 26 апреля 1997 года в Киеве. Похоронен на Байковом кладбище.

## Произведения
- «Владимирская горка» (1946, Харьковский художественный музей)
- «Днепр. Вид на Подол» (1950, Национальный художественный музей Украины)
- «Днепр утром» (1953, Национальный художественный музей Украины)
- «Новый Киев» (1960, Ворошиловградский художественный музей им. Артема)
- «Киевская даль» (1974)
- «Аллея в Хостинском парке» (из серии «Кавказ») (1973, бумага, пастель)

## Награды и звания
- Народный художник Украинской ССР (1964)
- Народный художник СССР (1974)
- Государственная премия Украинской ССР имени Т. Г. Шевченко (1982) — за цикл картин «Киевская сюита»
- Почётный знак отличия Президента Украины (1995)
- Орден Ленина (1971)
- Орден Дружбы народов (1981)
- Медаль «В память 1500-летия Киева»
- Медаль «За доблестный труд в Великой Отечественной войне 1941—1945 гг.»
- Почётный гражданин города Киева[1].

## Память
В 2006 году на фасаде дома № 10А по улице Академика Филатова в Киеве, где в 1959—1997 годах жил художник, открыта мемориальная доска.